# Одинокая толпа (книга)
Одинокая толпа (англ. The Lonely Crowd) — книга американского социолога Дэвида Рисмена, написанная в 1950 году при участии Натана Глэйзера и Реуеля Денни. В монографии Рисмен приводит результаты своего исследования обществ и их классификацию на основе роста численности населения.
Рисмен определяет три стадии (а вместе с тем три вида) общества:
- Общество с высоким уровнем рождаемости и такой же высокой смертностью, которое, находится в фазе активного роста потенциала («high growth potential»): численность его населения будет активно увеличиваться, если снизится смертность в связи с, например, изменением санитарных условий.
- Общество, прошедшее через стадию снижения смертности и находящееся в стадии переходного роста потенциала («transitional growth»).
- Общество, прошедшее через две предыдущие стадии, приближающееся или находящееся в фазе снижения численности населения («incipient population decline»).

Стадии, в которых пребывает то или иное общество, формируют три определённых социальных характера («social character») отдельного человека:
- Общество с высоким уровнем рождаемости и высокой смертностью формирует социальный характер личности, ориентированной на следование традициям, которая классифицируется ученым как «tradition-directed people».
- Общество переходного роста потенциала формирует социальный характер личности, ориентированной на достижение ряда интернализированных целей в жизни. Рисмен называет данный тип как «inner-directed people».
- Общество, находящееся в фазе снижения численности населения, формирует тип личности, которая ориентирована на ожидания и мнения других людей. Данный тип Рисмен обозначает как «other-directed people».

## Описание
Рисмен анализирует термин социальный характер и описывает три типа общества, сформировавшихся в разное время в различных государствах, а также социальные черты, соответствующие этим типам общества.
По его мнению, существует очевидная связь между определённым обществом и личностью, принадлежащей к нему. Также можно определить социальный характер личности по соответствующим чертам, развивающимся в ней в связи с проживанием в том или ином обществе. Каждая соответствующая черта может использоваться социологом как инструмент разделения общества на подгруппы («social societies»).
Как замечает Рисмен, люди различных типов могут вполне успешно адаптироваться в обществе для выполнения ряда важных задач. Именно социальные институты в данном случае будут мотивировать людей, относящихся к различным типам личности, адаптироваться в том или ином обществе и, тем самым, «заглушать» некоторые персональные черты, которые могли бы быть не признаны в том или ином обществе.
«Actually, people of radically different types can adapt themselves to perform, adequately enough, a wide variety of complex tasks. Or, to put the same thing in another way, social institutions can harness a gamut of different motivations, springing from different character types, to perform very much the same kinds of socially demanded jobs».
Но, принимая во внимание тот факт, что общества могут меняться быстрее, чем личные черты, выделяя социальные характеры соответствующих обществ, учёный не отрицает богатство человеческого потенциала или разнообразие персональных черт личности.
«Society may change more rapidly than character, or vice versa…Thus while we shall be talking hereafter of social character types, we must try to remember that these types are constructions and that the richness of human potentiality, human discontent, and human variety cannot be imprisoned within a typology».

Отмечая, что до его попытки существовало множество подходов к классификации общества, Дэвид Рисмен указывает, что в качестве инструмента для выделения типов обществ он использовал рост численности населения («the population growth of the society») и исторические предпосылки для формирования определенных черт общества («the historical sequence of character types»).

### Общество традиций («tradition — directed people»)
Такое общество, по мнению Рисмена, можно найти в более половине стран мира, не затронутых в то время индустриализацией: Индия, Египет, Центральная и Южная Америка и другие регионы. Также данный тип общества был свойственен и Европе Средних веков.
Как полагает учёный, если бы не высокий уровень рождаемости, население данных стран могло бы просто перестать существовать из-за высокой смертности.
Общество в данных регионах в основном полагается на молодое поколение, а смена поколений происходит намного чаще, чем в индустриальных странах.
Социальный порядок в данных обществах редко меняется, поэтому поведение личности в основном диктуется клановыми устоями, профессиональными сообществами, кастами, лицами, обладающими властью. Соответственно, поколения почти не отличаются друг от друга.
Большую роль в формировании сознания личности играют культура и религия, призванная направлять каждого члена общества.
Вместе с тем проблемы, с которыми сталкиваются поколения людей, почти не меняются. В основном это проблемы, связанные со сферой медицины и сельского хозяйства.
«…the culture, in addition to its economic tasks, or as part of them, provides ritual, routine, and religion to occupy and to orient everyone. Little energy is directed forward finding new solutions of the age-old problems, let us say, of agricultural technique or „medicine“, the problems to which people are acculturated».
Главным достоинством личности, входящей в это общество, является её «полезность». Крайне не поощряются наличие собственной инициативы или собственной мечты и стремлений. Индивидуальные черты личности не одобряются на всех уровнях общества, начиная с бедных слоёв населения и заканчивая правящим классом, так как потребность в индивидуализации черт в данных обществах минимальна.
Однако, как отмечает Рисмен, ценность личности в данных обществах намного выше, чем в более развитых государствах.
«…in these societies, where the activity of the individual member is determined by characterologically grounded obedience to traditions, the individual may not be highly prized and, in many instances, encouraged to develop his capabilities, his initiative, and even, within the narrow time limits, his aspirations. Indeed, the individual in some primitive societies is far more appreciated and respected than in some sectors of modern society».

### Общество индивидуальности («inner-directed people»)
Данное общество, по мнению Дэвида Рисмена, можно найти в Европе во время упадка феодализма и развития Ренессанса, а также во время Реформации.
Снижение смертности в данных обществах произошло в результате улучшения гигиенических норм, развития коммуникаций (что позволило государству лучше контролировать и снабжать территории продовольствием) и развития сельского хозяйства (что позволило лучше обрабатывать землю и отчасти лишило проблему с продовольствием), снижением числа детоубийств и каннибализма, а также других преступлений.
Данное общество характеризуется увеличившейся мобильностью населения, быстрым накапливанием капитала, техническим прогрессом, произошедшим в обществе, стремлением открывать новые земли, колонизацией и империализмом.
В таком обществе личность отличают индивидуальные черты и также способность действовать независимо от сложившихся традиций.
«The greater choices this society gives — and the greater initiatives it demands in order to cope with its novel problems — are handled by character types who can manage to live socially without strict and self-evident tradition-direction».
Перед членом данного общества постоянно стоят вопросы, связанные со стремлением к деньгам, имуществу, знаниям, славе, власти. Каждый раз тот или иной вопрос может быть решён по-разному.
Также отличительной чертой данного общества является появление новых организаций/ассоциаций (Ассоциация механиков, масоны).
Однако по мнению Рисмена, не стоит полностью отрицать влияние традиций на личность данного общества: чтобы не ошибиться в ситуации выбора человек будет руководствоваться именно традициями и устоями.
«On the contrary, he is very considerably bound by traditions: they limit his ends and inhibit his choice of means…Even if the individual’s choice of tradition is largely determined for him by his family, as it is in most cases, he cannot help becoming aware of the existence of competing traditions — hence of tradition as such».
В течение всей работы Дэвид Рисмен использует термин психологического гироскопа («a psychological gyroscope») — инструмента, который закладывается в личность во время взросления и имеет функцию регулирования и соотношения личных потребностей и стремлений с традициями, принятыми в обществе и потребностями общества.
«…a psychological gyroscope. This instrument, once it is set by the parents and other authorities, keeps the inner-directed person, as we shall see, „on course“ even when tradition, as responded to by his character, no longer dictates his moves».

### Общество конформизма («other-directed people»)
Данное общество, по мнению, Дэвида Рисмена, достигло того уровня развития, которое позволило увеличить миграцию по стране (из села в город), а также обеспечить государство всеми необходимыми технологиями и продовольствием для нормального уровня жизни всего населения.
С точки зрения учёного, такое общество существовало в СССР, а также продолжает существовать в США, Европе, Канаде и Австралии. 
Анализируя данное общество, Рисмен обращается к населению Нью-Йорка, Бостона и Лос-Анджелеса как к показательным примерам общества, носящего данные черты.
Для личности данного общества, начиная с детства, более значимую роль играют сверстники и их мнение, чем семейные традиции. И это ещё с рождения ребёнка понимает семья, которая изначально не винит его в частично пренебрежительном отношении к ценностям.
Также большую роль на формирование личности с детства оказывают масс-медиа: радио, комиксы, поп-культура.
«…with the spread of „permissive“ child care to ever wider strata of the population, there is a relaxation of older patterns of discipline.Under these new patterns the peer-group (the age- and class-graded group in a child’s school and neighbourhood) becomes much more important to the child, while the parents make him feel guilty not so much about violation of inner standards as about failure to be popular or otherwise to manage his relations with these other children. Moreover, the pressures of the school and the peer-group are reinforced and continued — in a manner whose inner paradoxes I shall discuss later — by the mass media: movies, radio, comics, and popular culture media generally».

Главной целью личности в данном обществе, с точки зрения Дэвида Рисмена, является процесс следования оценкам и ожиданиям от других людей, а не какие-либо конкретные цели, что и формирует конформизм в обществе.
В отличие от предыдущего типа общества («inner-directed people»), данное общество не имеет так называемого «психологического гироскопа», однако, как пишет Дэвид Рисмен, обладает чувством постоянного беспокойства, которое является своеобразным радаром для ориентации в обществе:
«As against guilt-and-shame controls, though of course these survive, one prime psychological lever of the other-directed person is a diffuse anxiety. This control equipment, instead of being like a gyroscope, is like a radar».

## Критика
После выхода книги в свет в «Harvard Law Review» был опубликован отзыв профессора юридического факультета Гарвардского университета Луиса Л. Яффе, который заметил, что концепция Рисмена более похожа на утопию и автор обладает скорее ненаучным фатализмом («unscientific fatalism»), чем научным подходом к предмету исследования. Однако в то же время Яффе привёл аргументы в пользу использования концепции Рисмена для анализа американской юридической системы и взаимоотношений между гражданами США и исполнительными и законодательными органами власти. Он также указал на связь между психологией потребителя, которую, с точки зрения Луиса Л. Яффе и описывает Дэвид Рисмен.
К его теории также снова обратились в 2008 году, когда в своей статье «David Riesman and The Lonely Crowd»
Уилфред Макклей пришёл к выводу о том, что исследование Рисмена до сих пор актуально для анализа психологии американцев. Он также заметил, что подход Дэвида Рисмена является важным инструментом для анализа психологии любой личности:
«…Riesman was, in effect, making light of the most fundamental premise of sociology — the belief that beneath all appearances of individual autonomy and rationality were the irrational binding forces of society and the brute power of the master concepts — community, authority, kinship, status, class, religion — by which human societies are constituted and sustained».
Уилфред Макклей пишет о неоценённом исследовании известного социолога, заявляя, что для многих, в том числе в силу особенности названия, книга так и осталась либо непознанной либо неправильно интерпретированной.